# Ingénue (album)
Pour l’article homonyme, voir Ingénue.
Albums de k.d. lang
Absolute Torch and Twang
(1989) All You Can Eat
(1995)
Ingénue est un album de k.d. lang, sorti en 1992.

## L'album
Il est nommé pour le Grammy Awards dans deux catégories dont album de l'année, et pour le titre Constant Craving, k.d. lang reçoit le Grammay Awards de la meilleure performance vocale féminine. L'album atteint la 1re place des charts en Nouvelle-Zélande, la 3e en Australie et au Royaume-Uni et, parmi d'autres classements, la 18e du Billboard 200.
Deux titres  Save Me et Still Thrives This Love apparaissent en 2003 dans le film Soldier's Girl. L'album est cité dans l'ouvrage de référence de Robert Dimery Les 1001 albums qu'il faut avoir écoutés dans sa vie et dans plusieurs autres listes
.

### Titres
Toutes les chansons sont écrites et composées par k.d. lang et Ben Mink, sauf mentions.
| No  | Titre                   | Auteur           | Durée |
| --- | ----------------------- | ---------------- | ----- |
| 1.  | Save Me                 |                  | 4:33  |
| 2.  | The Mind of Love        |                  | 3:48  |
| 3.  | Miss Chatelaine (en)    |                  | 3:49  |
| 4.  | Wash Me Clean           |                  | 3:17  |
| 5.  | So It Shall Be          | lang, Greg Penny | 4:30  |
| 6.  | Still Thrives This Love |                  | 3:35  |
| 7.  | Season of Hollow Soul   |                  | 4:58  |
| 8.  | Outside Myself          |                  | 4:57  |
| 9.  | Tears of Love's Recall  |                  | 3:49  |
| 10. | Constant Craving        |                  | 4:37  |

### Musiciens
- k.d. lang : voix, guitares électrique et acoustique, mandoline, tanpura, tambourin, percussions
- Ben Mink : guitares électrique et acoustique, basse, violon, percussions
- Greg Penny : percussions
- Greg Leisz : Pedal steel guitar, guitares
- Teddy Borowiecki : claviers, piano, accordéon, dulcimer
- David Piltch : basses
- Randall Stoll : batterie
- Graham Boyle : percussions, tympani, tambourin
- Gary Burton : marimba, vibraphone
- Ingrid Friesen, Martin Laba : violons
- John Friesen : violoncelle
- Mryon Schultz : clarinette